# Bueminut
Bueminut er 1/60-del af en grad og 1/21600-del af en cirkel (Hvis cirklen er jordens omkreds, på ca. 40.000 km, svarer et bueminut til 1,852 km og er altså det samme som en sømil).
Bueminut angives med ' f.eks. 32°17'.
Et bueminut består af 60 buesekunder.
Der går 60 bueminutter på 1 grad.
| Grader (°) | Bueminutter (') | Buesekunder ('') |
| ---------- | --------------- | ---------------- |
| 360        | 21.600          | 1.296.000        |
| 1          | 60              | 3.600            |
| 0,016666…  | 1               | 60               |